# Neersen
Neersen is een plaats in de Duitse deelstaat Noordrijn-Westfalen, en stadsdeel van de gemeente Willich. Het dorp telt 6.896 inwoners (2008).
De zelfstandige gemeente Neersen werd in 1970 opgenomen in de gemeente Willich.

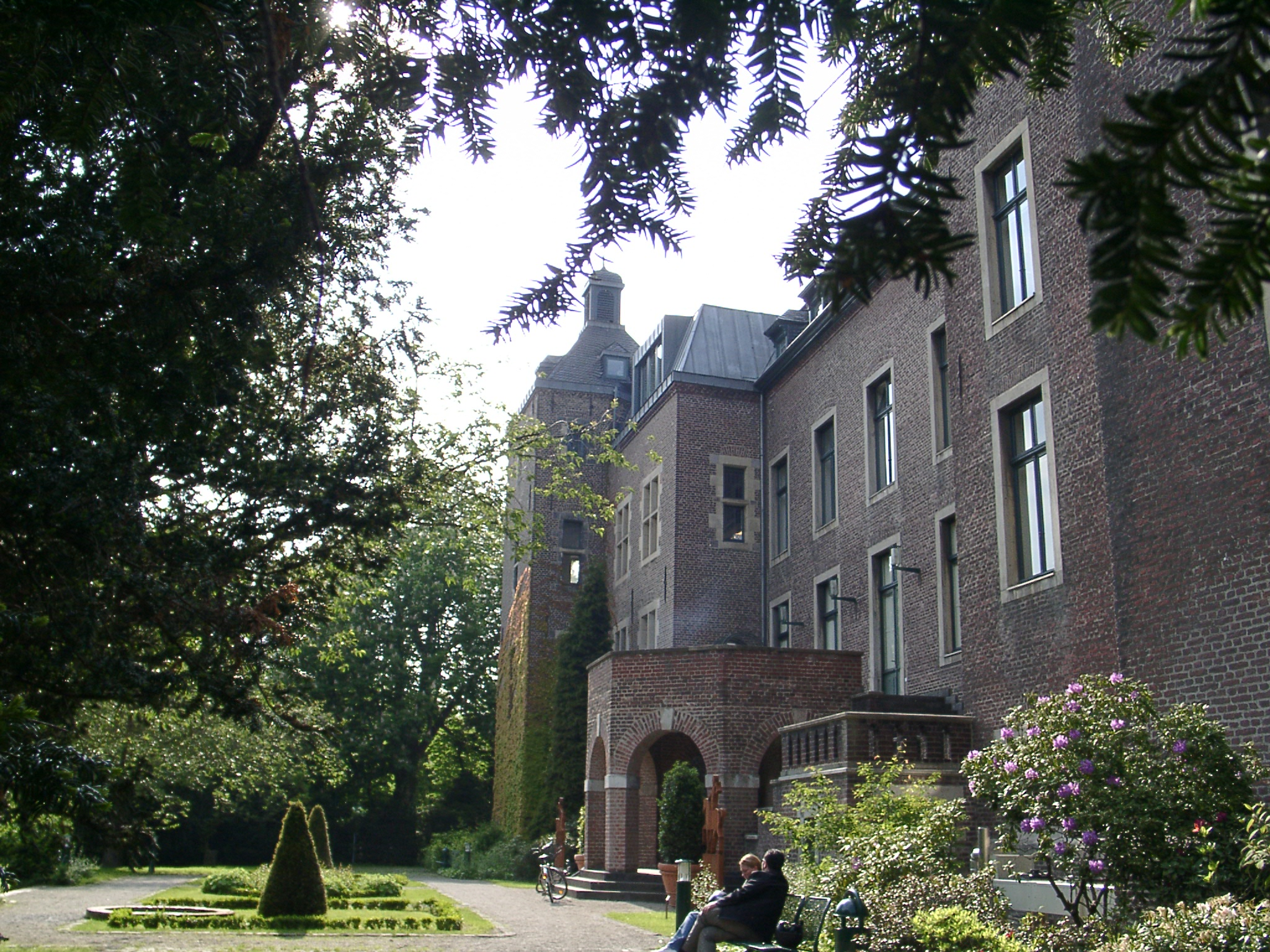
Slot Neersen

## De nabije omgeving
| plaatsen in de buurt | plaatsen in de buurt | plaatsen in de buurt | plaatsen in de buurt | plaatsen in de buurt |
| -------------------- | -------------------- | -------------------- | -------------------- | -------------------- |
| Clörath              |                      | Anrath               |                      | Münchheide           |
|                      |                      |                      |                      |                      |
| Viersen              | Niederheide          |                      |                      |                      |
|                      |                      |                      |                      |                      |
| Heimer               |                      | Bettrath             |                      | Neuwerk              |

Willich · Anrath · Schiefbahn · Neersen
Brüggen · Grefrath · Kempen · Nettetal · Niederkrüchten · Schwalmtal · Tönisvorst · Viersen · Willich